# Västanvik (naturreservat, Torsby kommun)
Västanvik är ett naturreservat i Torsby kommun i Värmlands län.
Området är naturskyddat sedan 2018 och är 57 hektar stort. Reservatet omfattar små höjder, våtmarker och större delen av Långtjärnen. Reservatet består av barrskog och sumpskog. 